# 1997 Leverrier
1997 Leverrier eller 1963 RC är en asteroid i huvudbältet, som upptäcktes 14 september 1963 av Indiana Asteroid Program vid Indiana University Bloomington med Goethe Link Observatory. Asteroiden har fått sitt namn efter den franske astronomen Urbain Jean Joseph Leverrier.
Asteroiden har en diameter på ungefär 6 kilometer.